# Mikołaj Afri
Mikołaj Afri (zm. 27 września 1323 w Awinionie) – biskup chełmiński, dominikanin, spowiednik papieża Jana XXII.
Zanim został biskupem urzędującym w Chełmży związany był z Krakowem, początkowo (do 1312) jako przełożony tamtejszego klasztoru dominikanów, a następnie jako prowincjał tego zakonu w Polsce w latach 1312–1318. Nominowany przez papieża na biskupa 18 października 1319, w diecezji obecny od jesieni 1320. Nie pozostał tam długo i już od 1322 przebywał w Awinionie na dworze papieża Jana XXII, jednak jego krótkie rządy w diecezji cechowały się znaczną niezależnością od władz zakonu krzyżackiego, do którego należała w tym czasie m.in. ziemia chełmińska.